# Île aux Loups
L'île aux Loups, abritant le village de Pointe-aux-Loups, est la plus petite des îles habitées de l'archipel des Îles de la Madeleine, et est reliée à Grosse-Île et à l'île du Cap aux Meules (à Fatima) par la longue Dune du Nord.  L'île est bordée par les eaux du golfe du Saint-Laurent et par la lagune de Havre-aux-Maisons. La Pointe-aux-Loups est très réputée pour ses immenses plages très accessibles.